# Carura
Carura ist eine Ortschaft im Departamento La Paz im südamerikanischen Andenstaat Bolivien.

## Lage im Nahraum
Carura ist der größte Ort des Kanton Mariapu im Municipio Guanay in der Provinz Larecaja. Die Ortschaft liegt auf einer Höhe von 471 m flussabwärts der Mündung von Río Collana und Río Tipuani am rechten Ufer des Río Kaka, der flussabwärts in den Río Beni fließt.

## Geographie
Carura liegt nordöstlich des Titicaca-Sees am Ostrand der Anden-Gebirgskette der Cordillera Real im Tiefland des Río Beni, einem der wichtigen Flüsse des Amazonas-Tieflandes.
Die mittlere Durchschnittstemperatur der Region liegt bei etwa 26 °C, der Jahresniederschlag beträgt etwa 1450 mm (siehe Klimadiagramm Caranavi). Die Region weist keinen ausgeprägten Temperaturverlauf auf, die Monatsdurchschnittstemperaturen schwanken nur unwesentlich zwischen 23 °C im Juni und Juli und 27 °C von November bis Januar, und auch die Tages- und Nachttemperaturen weisen nur geringe Schwankungen auf. Die Monatsniederschläge liegen zwischen unter 50 mm in den Monaten Juni und Juli und über 200 mm von Dezember bis Februar.

## Verkehrsnetz
Carura liegt in einer Entfernung von 251 Straßenkilometern nördlich von La Paz, der Hauptstadt des gleichnamigen Departamentos.
Von La Paz führt die teilweise asphaltierte Nationalstraße Ruta 3 in nordöstlicher Richtung 160 Kilometer über Cotapata bis Caranavi, von dort zweigt die unbefestigte Ruta 26 ab, die nach 70 Kilometern Guanay erreicht und weiter nach Mapiri und Apolo führt. Von Guanay führt eine Brücke über den Río Kaka auf die anderen Flussseite nach Wituponte, und von dort eine unbefestigte Landstraße am nordwestlichen Ufer des Río Kaka entlang und erreicht nach neunzehn Kilometern Carura.

## Bevölkerung
Die Einwohnerzahl der Ortschaft ist in dem Jahrzehnt zwischen den beiden letzten Volkszählungen leicht zurückgegangen:
| Jahr | Einwohner         | Quelle       |
| ---- | ----------------- | ------------ |
| 1992 | keine Detaildaten | Volkszählung |
| 2001 | 934               | Volkszählung |
| 2012 | 922               | Volkszählung |
| 2024 |                   | Volkszählung |

Die Region weist einen nicht unwesentlichen Anteil an Aymara-Bevölkerung auf, im Municipio Guanay sprechen 32,0 Prozent der Bevölkerung Aymara und nur 14,7 Prozent Quechua.